# Southern Hummingbird
Southern Hummingbird è l'album di debutto della cantautrice statunitense Tweet, pubblicato nell'aprile del 2002 e prodotto dalla stessa artista insieme a Missy Elliott e Timbaland. L'album ha debuttato alla posizione numero 3 della classifica statunitense Billboard 200 con oltre 180 000 copie vendute nella prima settimana di vendite. L'album è stato certificato disco d'oro dalla RIAA e ha venduto 858 000 copie solo negli Stati Uniti. L'album ha ricevuto recensioni generalmente positive.

## Ricezione

### Critica
L'album ha ricevuto recensioni generalmente positive; il sito Metacritic, che attribuisce dei punteggi alle pubblicazioni dello show business basandosi su un campione di recensioni, ha attribuito al disco un buon punteggio di 73 punti su 100.
Keysha Davis della BBC ha elogiato l'album, definendolo "un'irresistibile miscela di blues, rootsy soul e soft rock acustico, con testi intensi e sinceri".
Stephen Thomas Erlewine di AllMusic ha dato all'album 4 stelle su 5, attribuendo la qualità del lavoro al duo TImbaland/Elliott. Il critico ha descritto l'album come un prodotto "misurato, elegante, ma ripetitivo".
Secondo Billboard l'album rivela "l'abilità di Tweet nello scrivere testi rivelatori e sfumati che illustrano gli alti e bassi della vita".
Anche Blender ha lodato i testi dell'album, definendoli "più cupi del solito debutto R&B/soul".
Sal Cinquemani di Slant ha scritto una recensione particolarmente positiva dell'album, dove riconosce la qualità dell'artista che, rispetto a molte colleghe, è anche musicista e autrice dei testi, e paragona la voce "calda e da peso-piuma" di Tweet allo stile vocale di Aaliyah. Con 4 stelle su 5, il critico ha definito l'album "un debutto personale e compiuto che praticamente garantisce che [la cantante] farà più di un ciunguettio nel radar del R&B".
Nathan Rabin di The A.V. Club dichiara che l'album svela "il gusto eccellente" di Timbaland e Elliott nello scegliere i propri collaboratori, e che "con Tweet continuano la loro serie vincente".
Imran Ahmed di NME ha definito il disco una collezione gradevole, a tratti elettrizzante di singoli R&B, soul e disco", affermando poi che l'album manca di coesione, e che il futuro del R&B possa risiedere più nella conterranea Ms. Dynamite che in Tweet, dando all'album 6 punti su 10.
Felicia Pride di PopMatters ha riconosciuto il lavoro "onesto e versatile" di Tweet, soprattutto in confronto alle altre giovani cantanti R&B esordienti del periodo. Secondo la critica, "Tweet miscela groove morbidi, sensuali [...] che fanno scintillare i sensi".
La rivista Rolling Stone ha recensito più freddamente l'album, assegnandogli 2 stelle e mezzo su 5,  e dichiarando che "la produzione raramente si avvicina allo spirito e all'inventiva che Elliott e Timbaland hanno instaurato come loro marchio di fabbrica".

### Pubblico
L'album ha debuttato nella classifica statunitense degli album più venduti il 20 aprile 2002 alla terza posizione, come secondo debutto più alto della settimana dietro Ashanti. Contemporaneamente, è entrato nella classifica degli album R&B/Hip-Hop più venduti alla seconda posizione. Con oltre 500 000 copie vendute, l'album ha ricevuto la certificazione di disco d'oro dalla RIAA il 30 aprile 2002. Southern Hummingbird ha venduto complessivamente 858 000 copie solo negli Stati Uniti, ed è entrato in diverse classifiche internazionali.

## Tracce
1. "So Much to Say (Intro)" (Charlene Keys, Nisan Stewart, Craig Brockman) – 1:24
2. "My Place" (Keys, Stewart, Brockman) – 4:24
3. "Smoking Cigarettes" (Keys, Stewart, Brockman) – 4:16
4. "Best Friend" (featuring Bilal) (Keys, Stewart, Brockman, Bilal Oliver) – 5:08
5. "Always Will" (Keys, Stewart, John Smith) – 4:41
6. "Boogie 2nite" (Keys, Stewart, Smith) – 4:10
7. "Oops (Oh My)" (featuring Missy Elliott) (Keys, Missy Elliott) – 3:58
8. "Make Ur Move" (Keys, Timothy Mosley) – 3:49
9. "Motel" (Keys, Susan Weems, Bernard Edwards, Nile Rodgers) – 3:48
10. "Beautiful" (Keys, Brockman) – 4:05
11. "Complain" (Keys, Stewart, Brockman, Weems) – 5:14
12. "Heaven" (Keys, Stewart, Brockman) – 3:39
13. "Call Me" (Keys, Elliott, Timothy Mosley) – 2:56
14. "Drunk" (Keys, Stewart, Brockman) – 5:25
15. "Southern Hummingbird (Outro)" (Keys, Brockman) – 1:31
16. "Sexual Healing (Oops Pt. 2)" (featuring Ms. Jade) (Keys, Mosley, Chevon Young) – 4:47
17. "Big Spender" (performed by Missy "Misdemeanor" Elliott) – 3:10
  - Contains a sample of "Big Spender" (Cy Coleman, Dorothy Fields)

Japanese bonus track
1. "Get Away (Move On)"

## Classifiche
| Classifica (2002)                     | Posizione |
| ------------------------------------- | --------- |
| Paesi Bassi                           | 65        |
| Francia                               | 101       |
| Germania                              | 44        |
| Nuova Zelanda                         | 32        |
| Norvegia                              | 13        |
| Svezia                                | 35        |
| Svizzera                              | 65        |
| Regno Unito                           | 15        |
| U.S. Billboard 200                    | 3         |
| U.S. Billboard Top R&B/Hip-Hop Albums | 2         |